# Szomjas György
Szomjas György (Budapest, 1940. november 26. – 2021. április 7.) Kossuth- és Balázs Béla-díjas magyar filmrendező.

## Életpályája
Az általános iskolát 1947/1948-ban a budapesti piarista kollégiumban kezdte, de az év végén az iskolát államosították, és alsóbb osztályai megszűntek. Később a négyosztályos gimnáziumot 1955 és 1957 között ismét a Piarista Gimnáziumban (de már a Mikszáth Kálmán téren) kezdte meg, majd az Eötvös József Gimnáziumban fejezte be, ott is érettségizett. 1960 és 1964 között a Budapesti Műszaki Egyetem építészmérnöki karán tanult, 1964–1968 között a Színház- és Filmművészeti Főiskola hallgatója volt. 1969–1974 között a Balázs Béla Stúdió vezetőségének tagja, a szociológiai filmprogam egyik kezdeményezője. Ekkor rövidfilmeket készített, asszisztensként dolgozott. 1995 óta a Magyar Film- és TV-művészek Szövetségének főtitkára. 1999 óta az Európai Filmakadémia tagja volt.

## Családja
Dr. Szomjas György (1902–1987) és Astuto Beatrix (1909–1988) gyermekeként született. 1970-ben házasságot kötött Ardai Ildikó textilművésszel. Két gyermekük született; Borbála (1982) és József (1985).
Nagyszülei történetét családkönyvben dolgozta fel nagyanyjának (Szomjas Lajosnénak) írott emlékei alapján.

## Játékfilmjei
- 1967 Szevasz, Vera! (színészként; rendezte Herskó János)
- 1972 Magyar vakáció
- 1976 Talpuk alatt fütyül a szél (The Wind is Whistling under Their Feet)
- 1978 Rosszemberek (Wrong-doers)
- 1981 Kopaszkutya (Bald-Dog-Rock)
- 1983 Könnyű testi sértés (Light Physical Injuries)
- 1985 Falfúró (The Wall Driller)
- 1985 Változó otthonunk
- 1987 Mr. Universe
- 1989 Mulatság
- 1989 Könnyű vér (Fast and Loose)
- 1990 Kőbánya blues
- 1992 Roncsfilm (Junk Movie)
- 1994 Csókkal és körömmel (Kisses and Scratches)
- 1997–1999 Gengszterfilm (Gangsterfilm)
- 2002 Vagabond
- 2007 A Nap utcai fiúk (The Sun Street Boys)
- 2011 Kopaszkutya Kettő
- 2011 Keleti szél: a film (East Wind: the film) magyar–bosnyák–spanyol koprodukció

## Rövidfilmjei
- 1965 Fejek egymás között – vizsgafilm
- 1966 Vertikális motívum – vizsgafilm
- 1967 Szabad szombat – vizsgafilm
- 1968 Diákszerelem – rövid játékfilm
- 1969 Tündérszép lány – rövid játékfilm
- 1996 Falfúró 2 – rövid játékfilm
- 1999 Két videóklip a Ghymes együttessel
- 2007 Két videóklip Sebestyén Mártával és Ferenczi Györggyel

## Dokumentumfilmjei
- 1969 Három király mi vagyunk – dokumentumfilm
- 1970 Nászutak – dokumentumfilm
- 1970 Lányok – dokumentumfilm
- 1971 Algyő – dokumentumfilm
- 1972 Füredi Anna-bál – dokumentumfilm
- 1973 Gyakorlatok – dokumentumfilm
- 1989 Mulatság – Téka néptánc tábor Nagykállón
- 1990 Szabad a tánc – Országos Táncháztalálkozó
- 1992 Szól a kakas már… – magyar zsidó népzene
- 1994 A szívben még megvan – portré Zerkula János gyimesi prímásról
- 1994 Rabja vagyok az életnek – portré Maneszes Márton magyarszováti prímásról
- 1995 Pista bácsi, dudáljon kend – portré Pál István nógrádi dudásról
- 1996 Amerikába jöttem – amerikai népzenék
- 1997 Magyarország szélin – portré Jánó Anna moldvai énekesről
- 1997 Hej, Kisandrás – portré Gergely András kalotaszegi énekesről
- 2000 Neti Sanyi – portré Fodor Sándor kalotaszegi prímásról
- 2001 Járd ki, Zsiga – portré Karsai Zsigmondról
- 2001 Megyek az uton lefelé – portré Szántó Ferenc magyarbecei muzsikusról
- 2001 A szászcsávási banda – a világjáró cigányzenekar
- 2009 Dumafilm (nem mutatták be)

Újraszerkesztve látható közülük néhány Új régi hang címmel Új régi hang. YouTube

## Könyvei
- Dobai Péter–Szomjas György: Rosszemberek. Dokumentum és filmnovella; Magvető, Bp., 1981
- Szomjas Lajosné Czerjék Csilla: Csilla könyve. A boldog békeévekről és arról, ami utána következett; szerk., szöveggond., jegyz. Buzinkay Géza, előszó Szomjas György; Hír Média Kft., Bp., 2018
- Kopaszkutya és a többi. Filmnovellák; Kossuth, Bp., 2020

## Díjai, elismerései
- A filmszemle díja (1984, 1986, 1990, 1993, 1995)
- brüsszeli Aranykor-díj (1985)
- Balázs Béla-díj (1986)
- a filmkritikusok díja (1987, 1989)
- a filmkritikusok B. Nagy László – díja (1993)
- Kiváló művész (1996)
- Kossuth-díj (2005)
- Gundel művészeti díj (2009)